# جائزة كيبيك الكبرى للدراجات 2013
جائزة كيبيك الكبرى للدراجات 2013 (بالإنجليزية: 2013 Grand Prix Cycliste de Québec)‏ هو سباق دراجات هوائية أقيم بتاريخ 13 سبتمبر 2012، تكون السباق من 1 مراحل وامتدّ لمسافة 201.6 كم، استغرق السباق 4 ساعة 58 دقيقة 13 ثانية. فاز به الهولندي روبرت جاسنك.

## الترتيب
| م                     | الدرّاج      | البلد  | الزمن                    |
| --------------------- | ----------- | ------ | ------------------------ |
| الفائز بالترتيب العام | روبرت جاسنك | هولندا | 4 ساعة 58 دقيقة 13 ثانية |